# Gracilotillus semicyaneus
Gracilotillus semicyaneus là một loài bọ cánh cứng trong họ Cleridae. Loài này được Pic miêu tả khoa học năm 1933.